# Passadetal
Koordinaten: 51° 59′ 36″ N, 8° 57′ 22″ O

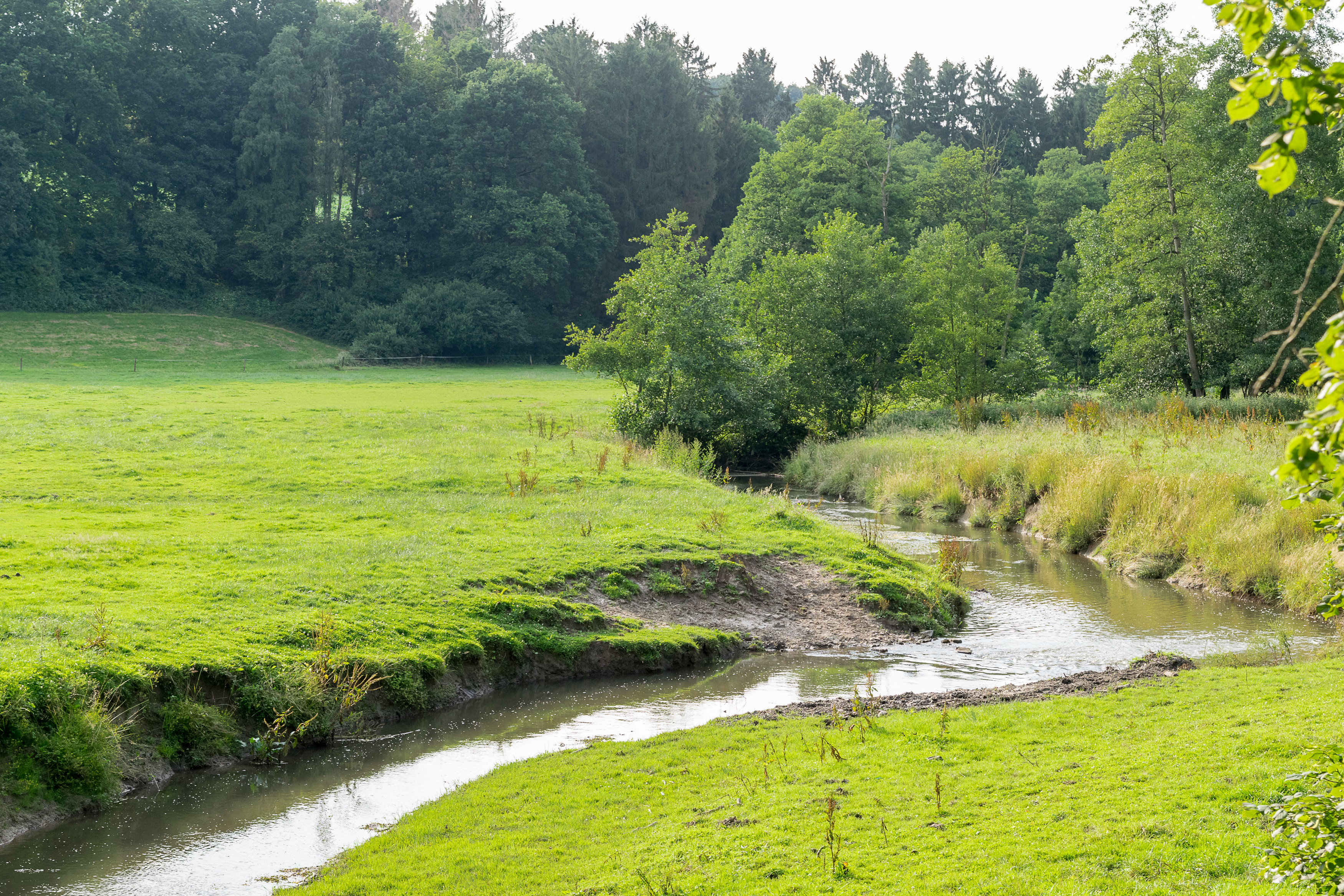
Naturschutzgebiet Passadetal (Juli 2015)

Das Naturschutzgebiet Passadetal liegt auf dem Gebiet der Stadt Lemgo im Kreis Lippe in Nordrhein-Westfalen. Es erstreckt sich südöstlich der Kernstadt Lemgo und südlich des Lemgoer Ortsteils Voßheide entlang der Passade, eines linken Nebenflusses der Bega.

## Bedeutung
Das etwa 56,4 ha große Gebiet mit der Schlüssel-Nummer LIP-098 steht seit dem Jahr 2009 unter Naturschutz.